# Smith & Wesson Sigma
Smith & Wesson Sigma ist die Bezeichnung für eine Serie moderner Selbstladepistolen aus den USA.

## Technik
Die Sigma-Serie entstand bei Smith & Wesson als Reaktion auf die sehr erfolgreiche Glock-Pistole, die bei Polizeieinheiten und Bundesbehörden wie dem FBI großen Zuspruch fand. Wie bei der Glock ist kein Sicherungshebel und auch kein außenliegender Hahn vorhanden, sondern ein Schlagstück im Inneren des Schlittens. Das Schlagstück ist stets teilvorgespannt. Im Gegensatz zu konventionellen Pistolen mit Double Action-Abzug ist der Abzugswiderstand dadurch immer gleich. Das Griffstück besteht aus hochfestem Polymer, womit das Gewicht der Waffe gering gehalten wird. Die offensichtlich ähnliche Technik im Vergleich zum österreichischen Konkurrenzmodell veranlasste das Unternehmen Glock, eine Klage wegen Verletzung des Patentrechtes anzustrengen. Glock und Smith & Wesson einigten sich im Jahr 1997 außergerichtlich, so dass nach Zahlung einer Lizenzgebühr und konstruktiven Änderungen an der Waffe die Fertigung fortgesetzt werden durfte. Ein Merkmal späterer Modelle ist die Montageschiene unter dem Lauf, an der Zubehör wie zum Beispiel Lampen angebracht werden können.